# ピーター・パレット
ピーター・パレット（Peter Paret、1924年8月13日 - 2020年9月11日）はアメリカ合衆国の歴史学者、プリンストン高等研究所名誉教授、スタンフォード大学名誉教授。専門は軍事史、軍事思想史、ドイツ史。特に軍事理論家クラウゼヴィッツとその著書『戦争論』の研究で知られる。

## 略歴・人物
ベルリンでドイツ出身の父とベルギー出身の母との間に生まれる。1932年に両親が離婚したことから、母に付き添う形でウィーンに移住。母とその再婚相手ジークフリート・ベルンフェルト（en:Siegfried Bernfeld、1934年再婚）と共にフランス、ロンドンで過ごした後、1937年アメリカに移住する。
第二次世界大戦中の1943年、カリフォルニア大学バークレー校に入学するが、間もなく陸軍に入隊。第1歩兵連隊の下士官として太平洋戦線でニューギニア、フィリピン・ルソン島、朝鮮半島などを転戦し、終戦後の1946年大学に復学、1949年に卒業する。卒業後はしばらくジャーナリストとして働いたが、1956年にはロンドン大学大学院に進学してマイケル・ハワードの下で学び、1960年に歴史研究で博士号を取得した。
学位取得後はプリンストン大学国際研究センターのリサーチ・アソシエイト（1960-63年）、カリフォルニア大学デイヴィス校客員助教授（1962-63年）などを経て、1963年よりカリフォルニア大学デイヴィス校に准教授として着任、1966年には教授に昇任した。1969年からはスタンフォード大学に移り、1977年よりレイモンド・スプルーアンス記念講座教授を務めた。1986年からはプリンストン高等研究所アンドリュー・メロン記念講座教授を務め、1997年に退職した。
この他にスタンフォード大学フーヴァー研究所シニア・フェロー（1988-93年）などを務め、2008年には著名な軍事史研究者が務める、ケンブリッジ大学トリニティ・カレッジのリーズ・ノウルズ記念講義（en:Lees_Knowles_Lecturer）を担当している。

## 学問的業績
パレットはプロイセンの軍人・軍事理論家だったカール・フォン・クラウゼヴィッツと彼の著書『戦争論』の研究で知られており、1962年にプリンストン大学で「クラウゼヴィッツ・プロジェクト」を設置して以来、マイケル・ハワードらと共に英語圏でのクラウゼヴィッツ研究をリードした。
特に政治・社会的環境など当時の文脈の中でクラウゼヴィッツの理論形成がいかに行なわれたのかを論じた『クラウゼヴィッツ――「戦争論」の誕生』（1976年）は、現在でもクラウゼヴィッツの思想に関するスタンダード・ワークと評価されている。またハワードおよびバーナード・ブローディと解説・共訳を行なった『戦争論』は、同書の英訳の最良のものとの評価を得ている。
このように高い評価が定着する一方で、パレットのクラウゼヴィッツ解釈はクラウゼヴィッツのテーゼの中でも戦争に対する「政治の優位」を過度に強調していたのではないかとの批判も近年では生まれており、新たな議論を呼んでいる。

## 著書

### 単著
- French Revolutionary Warfare from Indochina to Algeria: the Analysis of a Political and Military Doctrine, (Center of International Studies Princeton University, 1964).
- Yorck and the Era of the Prussian Reform, 1807-1815, (Princeton University Press, 1966).
- Clausewitz and the State, (Clarendon Press, 1976).
  - 白須英子訳『クラウゼヴィッツ――「戦争論」の誕生』（中央公論社, 1988年／中公文庫, 1991年、改版2005年）
- The Berlin Secession: Modernism and its Enemies in Imperial Germany, (Belknap Press of Harvard University Press, 1980).
- Art as History: Episodes in the Culture and Politics of Nineteenth-Century Germany, (Princeton University Press, 1988).
- Understanding War: Essays on Clausewitz and the History of Military Power, (Princeton University Press, 1992).
- Imagined Battles: Reflections of War in European Art, (University of North Carolina Press, 1997).
- German encounters with Modernism, 1840-1945, (Cambridge University Press, 2001).
- Prussia 1806: The Cognitive Challenge of War, (Princeton University Press, 2009).

### 共著
- Guerrillas in the 1960's, with John W. Shy, (Center of International Studies Princeton University,  1962).
- Persuasive Images: Posters of War and Revolution from the Hoover Institution Archives, with Beth Irwin Lewis and Paul Paret, (Princeton University Press, 1992).

### 編著
- Frederick the Great: A Profile, (Hill and Wang, 1972).
- Makers of Modern Strategy: from Machiavelli to the Nuclear Age, (Princeton University Press, 1986).
  - 防衛大学校「戦争・戦略の変遷」研究会訳『現代戦略思想の系譜――マキャヴェリから核時代まで』（ダイヤモンド社, 1989年）

### 翻訳（編訳含む）
- Gerhard Ritter, Frederick the Great, (University of California Press, 1968, revised edition, 1974).
- Carl von Clauisewitz, On War, (Princeton University Press, 1976).
- Siegfried Bernfeld, Sisyphus or the Limits of Education, (University of California Press, 1973).
- Friedrich Meinecke, The Age of German Liberation, 1795-1815, (University of California Press, 1977).
- Carl von Clausewitz, Historical and Political Writings, (Princeton University Press, 1992).